# Памир (альплагерь)

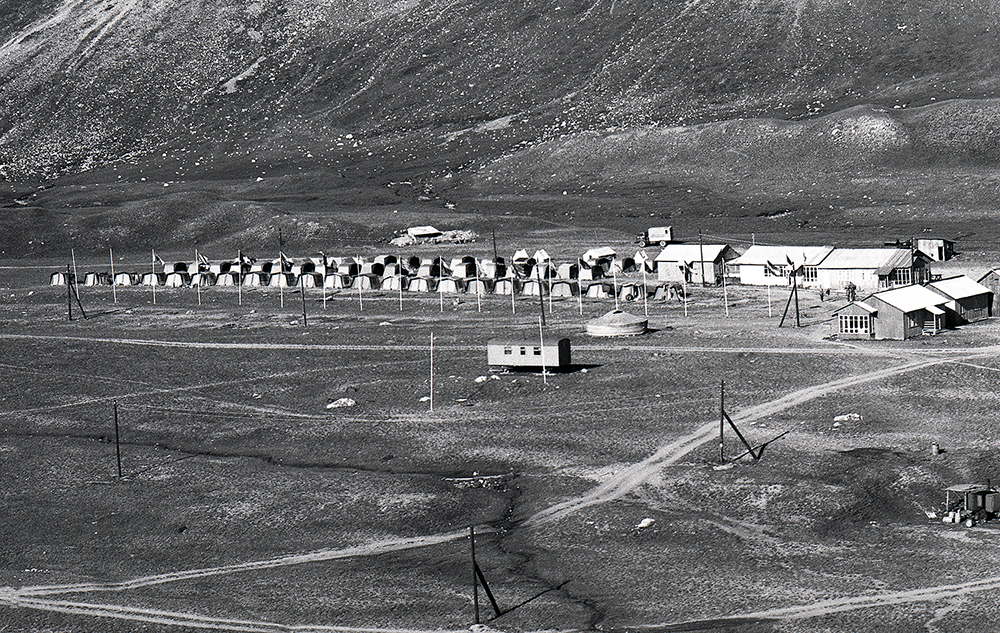
МАЛ «Памир» (1985)
Фото: Яан Кюннап

Международный альпинистский лагерь «Памир» (сокр. МАЛ «Памир», англ. Internationnal Mountaineering Camp "Pamirs") — первый международный альпинистский лагерь в Советском Союзе.
Идея создания постоянного Международного альплагеря возникла после успешного проведения Международного слета альпинистов в 1969 году с восхождением на пик Ленина (7134 м), Памир. Первый лагерь МАЛ «Памир» был открыт в 1974 году на поляне Ачик-Таш в Алайской долине, Памир (Киргизия).
Подчинялся Комитету по физической культуре и спорту при Совете Министров СССР. В первый же год своей деятельности лагерь принес в кассу Госкомспорта 100 000 долларов США чистого дохода.
Вскоре появился лагерь на Кавказе, затем филиалы в верховьях ледника Фортамбек и ледника Москвина, Памир. А также открылся МАЛ на Алтае.
К обслуживающему персоналу, для работы в МАЛе, предъявлялись высокие профессиональные и моральные требования. Спортивный состав, тренеры — спасатели, должны иметь, минимум, звание кандидата в мастера спорта СССР по альпинизму и инструкторскую квалификацию СССР по альпинизму. Все сотрудники оформляли документы, как для выезда за границу, проходили проверку и получали допуск к работе с иностранцами по линии Комитета государственной безопасности СССР.